# 聖巴巴拉 (納里尼奧省)

聖巴巴拉（西班牙語：Santa Bárbara），是哥倫比亞的城鎮，位於該國西南部納里尼奧省，始建於1600年1月1日，面積1,300平方公里，海拔高度38米，2005年人口8,615，人口密度每平方公里6.63人。
2°26′40″N 77°58′18″W / 2.44444°N 77.9717°W